# 도메인 핵
도메인 핵(Domain hack)은 해당 도메인의 두 개 이상의 인접한 수준을 연결할 때 단어, 구 또는 이름을 제안하는 도메인 이름이다. 예를 들어, 가상의 국가 코드 도메인 .ds 및 .le을 사용하는 bir.ds 및 examp.le은 각각 birds 및 example이라는 단어를 제안한다. 이러한 맥락에서 핵(hack)이라는 단어는 (보안과 같은) 공격이나 침입이 아닌 영리한 속임수(프로그래밍)과 같은)를 의미한다.
도메인 핵은 짧은 도메인 이름을 생성하는 기능을 제공한다. 이로 인해 리디렉터, 페이스트빈, 서브도메인을 위임하는 기본 도메인 및 URL 단축 서비스로서 잠재적으로 가치가 있다.

## 같이 보기
- 국가 코드 최상위 도메인
- 일반 최상위 도메인